# Emma Poel
Emma Sophie Cäcilie Wilhelmine Poel (* 31. Januar 1811 in Altona; † 3. Dezember 1891) war eine Mitbegründerin der organisierten Diakonie in Deutschland.

## Leben und Wirken
Emma Poel wurde am 31. Januar 1811 als elftes Kind von Piter Poel und seiner Ehefrau Friederike geb. Büsch in Altona geboren. Am 23. Mai 1832 war sie Gründungsmitglied des Weiblichen Vereins für Armen- und Krankenpflege in Altona. Auf ihn geht die spätere Gründung des Altonaer Kinderkrankenhauses zurück. Im Jahr 1835 gründete sie einen Frauenverein. Dieser initiierte am 12. November 1866 die Versammlung zur Gründung einer Diakonissenanstalt. Diese wurde am 28. Dezember 1867 als Evangelisch-lutherische Diakonissenanstalt für Schleswig-Holstein zu Altona konstituiert. Ihr heutiger Name ist Ev.-Luth. Diakonissenanstalt Alten Eichen in Hamburg.
Emma Poel starb im Dezember 1891 unverheiratet.

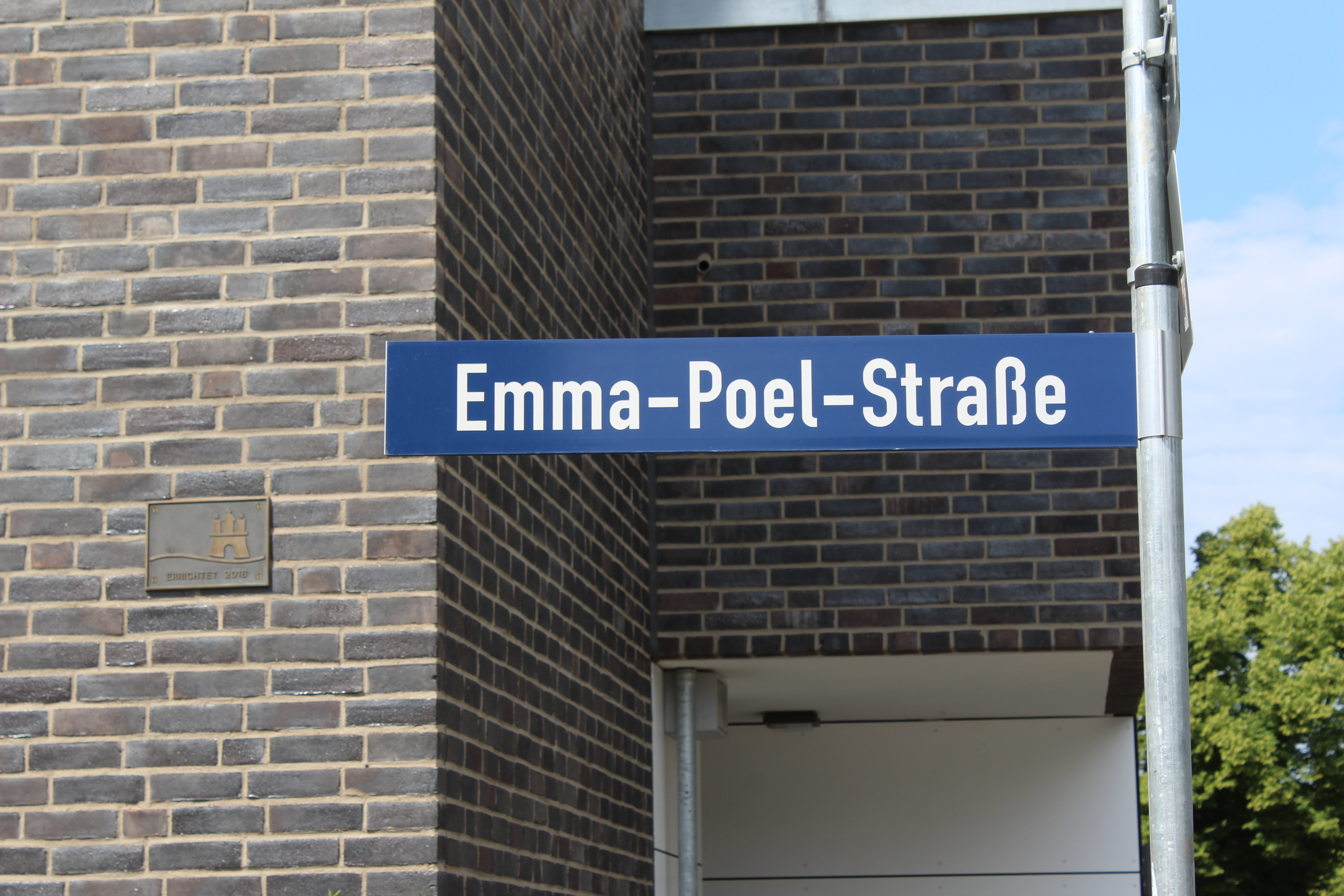
Straßenschild in Altona-Nord

Seit 2016 gibt es in Altona-Nord eine Emma-Poel-Straße.

## Schriften
- (als Herausgeberin): Berichte des weiblichen Vereins für Armen- und Krankenpflege. Altona 1851 ff., veröffentlicht – anonym – Hamburg 1860.
- Denkwürdigkeiten aus dem Leben von Amalie Sieveking, in deren Auftrage von einer Freundin derselben verfaßt. Mit einem Vorwort von Dr. Wichern. Agentur des Rauhen Hauses, Hamburg 1860.
- Life of Amelia Wilhelmina Sieveking. 1863 (Digitalisat).
- Altes und Neues aus der Briefmappe. Altona 1885.
- Räthsel und Charaden. Altona 1885.

## Nachweise
1. ↑  Straßen- und Gebietsverzeichnis der Freien und Hansestadt Hamburg. In: www.statistik-nord.de. Statistikamt Nord, ehemals im Original (nicht mehr online verfügbar); abgerufen am 22. März 2023. (Seite nicht mehr abrufbar. Suche in Webarchiven)

| Personendaten    | Personendaten                                             |
| ---------------- | --------------------------------------------------------- |
| NAME             | Poel, Emma                                                |
| ALTERNATIVNAMEN  | Poel, Emma Sophie Cäcilie Wilhelmine (vollständiger Name) |
| KURZBESCHREIBUNG | Mitbegründerin der organisierten Diakonie in Deutschland  |
| GEBURTSDATUM     | 31. Januar 1811                                           |
| GEBURTSORT       | Altona                                                    |
| STERBEDATUM      | 3. Dezember 1891                                          |